# Elise Blenker
Elise Blenker (* 1824 in Köthen, Herzogtum Anhalt-Köthen, Deutscher Bund; † 15. Mai 1908 in Mount Vernon (New York), USA) war die Frau von Ludwig Blenker, des deutschen Offiziers und Revolutionärs der Jahre 1848/1849. An verschiedenen Aktionen der Deutschen Revolution in der Pfalz und in Baden war sie aktiv beteiligt.

## Leben

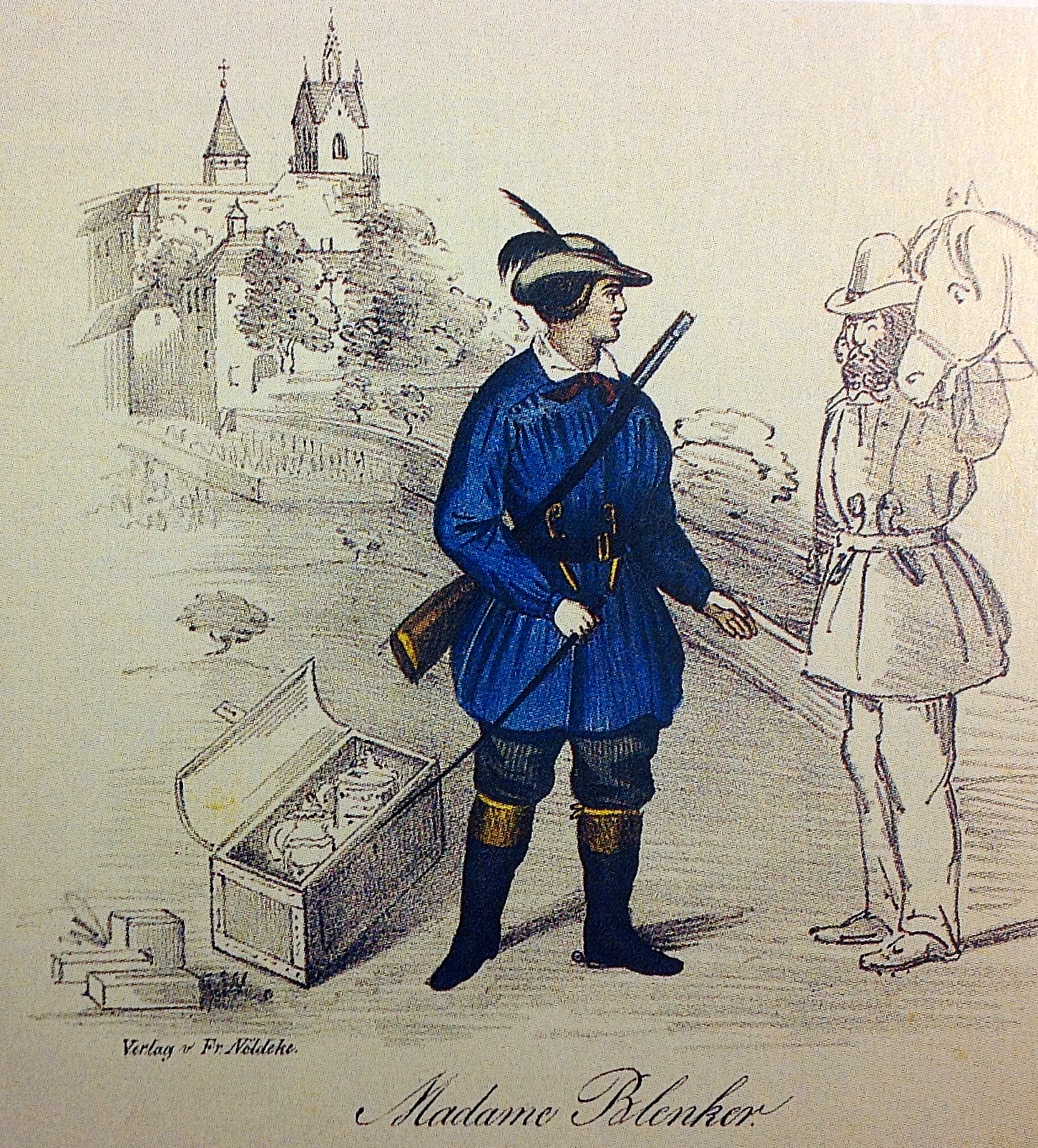
Elise Blenker mit einer gefüllten Truhe vor Schloss Eberstein, Lithografie 1849

Elise Blenker, geborene Aue, war die Tochter eines evangelischen Pastors. 1843 heiratete sie im damals hessischen Worms den früheren bayerischen Offizier Ludwig Blenker, der dort als Weinhändler tätig war. Sie begleitete ihren Mann als „bewaffnete Amazone“ und teilweise in Uniform in den Aufstand in der Pfalz und im Großherzogtum Baden. Sie traf in dieser Zeit andere Revolutionärinnen wie Kathinka Zitz-Halein, Emma Herwegh, Amalie Struve und Mathilde Franziska Anneke. In der Nacht vom 20. auf den 21. Mai nahm sie mit ihrem Mann an dem erfolglosen Angriff auf die Festung Landau in der Pfalz teil und war maßgeblich an der Plünderung von Schloss Eberstein bei Gernsbach, dem Landsitz der großherzoglichen Familie von Baden, beteiligt.
Nach dem Scheitern des Badisch-Pfälzischen Aufstands gingen Elise und Ludwig Blenker in die Schweiz. 1850 flüchteten sie weiter in die USA, nachdem Ludwig Blenker in Deutschland zum Tode verurteilt worden war. Mit der Unterstützung des Vaters von Elise bauten sie sich im Rockland County im Bundesstaat New York eine neue Existenz mit einer Milchfarm auf. Das Paar hatte vier Kinder. Ab 1861 nahm Ludwig am Sezessionskrieg auf Seiten der Nordstaaten teil und verbuchte als Truppenkommandeur einige wichtige Erfolge. 1863 stürzte er im Dienst vom Pferd, verließ den aktiven Dienst und starb einige Monate später. Seine monatliche Pension von 50 US-Dollar reichte nicht für die Kosten des Begräbnisses, so dass Elise bei Kameraden und Freunden um Unterstützung bitten musste.
Elise Blenker verstarb am 15. Mai 1908 im Hause ihrer Tochter in Mount Vernon (New York).